# 파주평야
파주평야는 공릉천과 임진강 하류 남안에 형성된 퇴적평야로, 파주시를 중심으로 연천, 고양, 양주에 걸쳐 발달해 있다. 교하평야라고도 한다.